# 게프 프란시스
게프 프란시스(Geff Francis, 1960년 9월 9일 ~ )는 배우, 텔레비전 배우이다.

## 영화
- 닥터스 (2000년)
- 홀비시티 시즌1 (1999년)
- 배드 걸즈 (1999년)
- US 씰 (1999년)
- 아기 자기 파파 (1995년)
- 최후의 총성 (1989년)
- 캐주얼티 (1986년)